# Олдхем, Эрнест Холлоуэй
Эрнест Холлоуэй Олдхем (англ. Ernest Holloway Oldham; 10 сентября 1894, Эдмонтон, Большой Лондон — 29 сентября 1933, Кенсингтон) — шифровальщик Управления связи Министерства иностранных дел Великобритании, агент советской разведки.
В 1929 году принёс в советское посольство в Париже и предложил купить английский дипломатический шифр. Сотрудник ОГПУ Владимир Войнович, представившись майором Владимиром, скопировал шифр, но обвинил Эрнеста в мошенничестве и выгнал.
Только в 1930 году нелегал ОГПУ в Голландии Ганс Галлени (Дмитрий Быстролетов) смог найти Олдхема в Лондоне и передать ему конверт с деньгами.

Я сожалею, что мы не встретились в Париже. Я знаю о серьёзной ошибке, совершённой майором Владимиром. Он отстранён от работы и наказан. Я пришёл, чтобы отдать вам то, что по праву вам принадлежит.

Впоследствии Ганс смог уговорить Эрнеста продолжить сотрудничество.
Олдхем был найден в бессознательном состоянии на полу кухни своего дома и скончался по пути в больницу. Расследование показало, что это было самоубийство — отравление угарным газом — сделанное в ненормальном психическом состоянии.